# 女性差別的な文化を脱するために
『女性差別的な文化を脱するために』（じょせいさべつてきなぶんかをだっするために）は、2021年（令和3年）4月にインターネット上で公開されたオープンレター（公開状）である。研究者や教育関係者、メディア関係者に向けたもので、女性差別的な文化を構造的な問題として、インターネット上でのコミュニケーション様式と学術や言論、メディアの差別意識の結び付きを指摘している。若手・中堅の学術研究者や編集者、有識者を中心に、千数百名の賛同を集めた。

## 経緯
このオープンレターが公開されたきっかけは、日本史のベストセラー作品を持つある著名な男性研究者が本レター差出人の1人であるフェミニスト批評を専門とする女性研究者に関して自身のツイッターで女性研究者を名指しで不適切な投稿を行っていたことである。なお、男性研究者のアカウントは非公開だったが、男性研究者のフォロワーには読める状態だった。これによりSNS上で炎上し、男性研究者はテレビドラマの時代考証担当を自ら降板した。そうした騒動の中で、女性研究者の支援者が差出人となって、2021年4月にインターネット上で本レターを公開した。
本レターは研究者や教育関係者、メディア関係者に向けたもので、女性差別を生み出す文化から抜け出すよう呼びかけていた。この呼びかけに対して、若手・中堅の研究者や編集者を中心に千数百名の賛同を集めた。なお、男性研究者と女性研究者は2021年7月に和解して、男性研究者は女性研究者に対して誹謗中傷をおこなっていたことを認める謝罪文を自身のブログに掲載した（2022年2月現在は削除されている）。
同年10月20日付『京都新聞』において、男性研究者が勤務先の運営団体より9月13日付けで停職1か月の懲戒処分を受けたことが報じられた。次いで、同年10月29日付『京都新聞』において、男性研究者は10月に任期付き助教から定年制の准教授へ昇格する内定を1月12日に得ていたがSNSでの不適切な投稿を理由として内定取り消しとなったこと、それに対して男性研究者は勤務先の運営団体を相手に地位確認訴訟を起こしたことが報じられた。
2022年（令和4年）1月27日には、作家の古谷経衡、政治アナリストの渡瀬裕哉など、本人の署名でない偽造された署名が本レターに複数存在することが発覚し、その発覚を受けて複数の署名者が署名の撤回を表明した。古谷は、Yahoo!ニュースにおいて、本レターの複数の差出人から丁寧な謝罪を受けたことを紹介し、本レターの差出人も「悪意ある第三者による僭称の被害者」としつつ、賛同者を集めて名前や所属を掲載するタイプのオープンレターについて「本人確認ができない仕組みならば賛同人にかくかくの氏名をそもそも載せるべきではない。後続の署名者は、先行する賛同人を観て署名判断を下すことが少なくないからである。」と指摘し、ネット署名において本人の確認システム確立が急務であると訴えた。
本レターが公開されて満1年となる2022年（令和4年）4月4日、本レターの公開は終了した。

## 評価
批評家の後藤和智は、『現代ビジネス』における自身の記事において、ハラスメントを生み出した構造を、本レターが極めて体系的にまとまった形で書いているとして「とても画期的なものでした」と評した。本レターの指摘は、ハラスメントが「会話」や「掛け合い」といった「遊び」の中で強化されていったこと、性差別や性暴力に反対する女性が発言した言説に対する戯画化であると述べている。そして、このような構造は女性だけではなく、在日コリアンやトランスジェンダー当事者に対する差別に関しても同様の構造を持っていると指摘している。
一方、批評家・作家の東浩紀は、『AERA』巻頭エッセイ「eyes」において、男性研究者が2021年秋に不適切な投稿から本レターの公開による一連の流れによって受けた処分は解雇権の乱用にあたると主張して所属先の運営母体に対して訴訟を起こした後、本レターに対してSNSでの糾弾は数の暴力ではないかという批判が集まった点を挙げ、「被害者が弱者性を利用して過剰に加害者を攻撃すれば、関係はすぐ反転する。女性蔑視は許されないが、かといって署名を集め活動停止に追い込むのもやりすぎかもしれない。」と評した。
慶應義塾大学経済学部教授で計量経済学が専門の田中辰雄は、本レターの対立軸についてアンケート調査を実施した。田中は男女の性別および年齢による意見の対立軸、性別役割分業意識の強弱と本レターとの相関関係はないとしている。一方で、「社会は男性優遇かどうかという認識」や保守とリベラルの対立軸では相関関係が認められた。以上を踏まえて、田中は「対立軸たりうるのは、男性優遇社会であるか、保守とリベラル、正義と言論の自由の３つである。男性研究者を批判しオープンレターを支持するのは、社会は男性優遇だと考える人、リベラル思想の人、言論の自由より正義を重視する人である。逆に言えば、男性研究者を擁護し、オープンレターを批判するのは、社会が男性優遇という見方に懐疑的な人、保守思想の人、正義より言論の自由を重視する人である。」と導いている。